# شمس أباد (كوهباية)
شمس أباد (بالفارسية: شمس‌آباد) هي قرية تقع في إيران في قسم كوهبایة الريفي. يقدر عدد سكانها بـ 241 نسمة .